# Красный Холм (станция)
Кра́сный Холм — товарно-пассажирская железнодорожная станция Московского региона Октябрьской железной дороги, расположенная в городе Красном Холме.
Железная дорога пришла в Красный Холм в 1899 году с южного направления (из Сонково). В начале XX века железная дорога была продлена в северном направлении до разъезда Овинище II c последующим разветвлением на Сандово — Пестово в северо-западном направлении и на Весьегонск в северном.
Железнодорожные пути ориентированы с северо-северо-запада (на Овинище II) на юго-юго-восток (на Сонково). Имеется путевое развитие. В северной горловине станции — мост через р. Неледина, в южной — жедезнодорожный переезд на трассе Р84.
На станции имеется деревянный железнодорожный вокзал, который также служит и автостанцией. Выход в город от вокзала — к ул. Привокзальной, идущей параллельно путям, а также улицам Ново-Набережной, Льва Толстого и Мясникова, идущим на северо-восток к центру города.
Движение по станции осуществляется в двух направлениях:
- на север — до Овинище II, далее — на Пестово (114 км.) или по тупиковой ветке на Весьегонск (81 км.)
- на юг — на Сонково (33 км.), далее — на юг на Кашин — Савёлово — Москву, на запад на Бежецк — Бологое или на восток на Рыбинск — Ярославль.

Пассажирские поезда ходят ежедневно четыре раза в сутки: утром — из Сонково на Весьегонск и Пестово, вечером — в обратном направлении. В некоторые дни недели к этим поездам прицепляются вагоны от (до) Москвы и Санкт-Петербурга. Кроме того, по особому графику ходит поезд Ярославль-Главный — Санкт-Петербург — Ладожский, следующий через Сонково — Пестово — Кириши.